# چوی یو-جین
چوی یو-جین (کره‌ای: 최유진؛ زادهٔ ۱۲ اوت ۱۹۹۶) که بیشتر با نام هنری یوجین شناخته می‌شود، خواننده و بازیگر اهل کره جنوبی است. او بیشتر به عنوان لیدر گروه دخترانهٔ کپلر پس از قرار گرفتن در جایگاه سوم برنامهٔ رقابتی خوانندگی شبکهٔ ام‌نت شناخته می‌شود. یوجین حرفهٔ بازیگری خود را در سال ۲۰۱۶ و با ایفای نقش مکمل در درام اینترنتی شبکهٔ ناور به نام کابوس بلند آغاز کرد.

## اوایل زندگی
یوجین زادهٔ ۲ اوت ۱۹۹۶ در جونجو، استان جئولا شمالی، کره جنوبی است. او از دبیرستان هانلیم در فوریه ۲۰۱۵ فارغ‌التحصیل شد.

## ترانه‌شناسی

### تک‌آهنگ‌ها
| عنوان                                                               | سال    | بالاترین موقعیت جدول | فروش                 | آلبوم             |
| عنوان                                                               | سال    | کره جنوبی            | فروش                 | آلبوم             |
| همکاری                                                              | همکاری | همکاری               | همکاری               | همکاری            |
| ------------------------------------------------------------------- | ------ | -------------------- | -------------------- | ----------------- |
| «عطر» همراه یانگ یو-سوپ                                             | ۲۰۱۳   | ۲۲                   | - کره جنوبی: ۱۷۲٬۸۸۱ | تک‌آهنگ بدون آلبوم |
| «—» بیانگر انتشاری است که در قلمروی آن جدول نبوده یا منتشر نشده‌است. |        |                      |                      |                   |

## جوایز و نامزدی‌ها
| مراسم جوایز         | سال  | دسته            | نامزد / اثر                   | نتیجه | منابع |
| ------------------- | ---- | --------------- | ----------------------------- | ----- | ----- |
| جوایز سرگرمی ام‌بی‌سی | ۲۰۱۵ | بهترین کار تیمی | مرد واقعی فصل ۲ – نسخه زنان ۳ | برنده | [ ۶ ] |